# Gehypochthonius urticinus
Gehypochthonius urticinus är en kvalsterart som först beskrevs av Berlese 1910.  Gehypochthonius urticinus ingår i släktet Gehypochthonius och familjen Gehypochthoniidae. Inga underarter finns listade i Catalogue of Life.